# Joe Mantell
Joseph "Joe" Mantell (21. prosinca 1915. – 29. rujna 2010.) je bio američki glumac.

## Životopis

### Karijera
Joseph je bio nominiran za nagradu Oscar u kategoriji Najboljeg sporednog glumca za film "Angie" iz 1955. godine.
Mantell je također nastupao u filmovima "Storm center" (1956.) i Kineska četvrt. U potonjem je tumačio Lawrencea Walsha, partnera privatnog detektiva Jakea Gittesa. 

## Vanjske poveznice
- Joe Mantell u internetskoj bazi filmova IMDb-u (engl.)